# Liste des arrêts de la Cour suprême des États-Unis, volume 542
Ceci est une liste des arrêts de la Cour suprême des États-Unis du volume 542 de l’United States Reports:

## Liste
- Elk Grove Unified School Dist. v. Newdow, 542 U.S.  1 (2004)
- Norton v. Southern Utah Wilderness Alliance, 542 U.S.  55 (2004)
- United States v. Dominguez Benitez, 542 U.S.  74 (2004)
- Hibbs v. Winn, 542 U.S.  88 (2004)
- Pennsylvania State Police v. Suders, 542 U.S.  129 (2004)
- F. Hoffmann-La Roche Ltd v. Empagran S. A., 542 U.S.  155 (2004)
- Hiibel v. Sixth Judicial Dist. Court of Nev., Humboldt Cty., 542 U.S.  177 (2004)
- Aetna Health Inc. v. Davila, 542 U.S.  200 (2004)
- Pliler v. Ford, 542 U.S.  225 (2004)
- Intel Corp. v. Advanced Micro Devices, Inc., 542 U.S.  241 (2004)
- Tennard v. Dretke, 542 U.S.  274 (2004)
- Blakely v. Washington, 542 U.S.  296 (2004)
- Schriro v. Summerlin, 542 U.S.  348 (2004)
- Cheney v. United States Dist. Court for D. C., 542 U.S.  367 (2004)
- Beard v. Banks, 542 U.S.  406 (2004)
- Rumsfeld v. Padilla, 542 U.S.  426 (2004)
- Rasul v. Bush, 542 U.S.  466 (2004)
- Hamdi v. Rumsfeld, 542 U.S.  507 (2004)
- Missouri v. Seibert, 542 U.S.  600 (2004)
- United States v. Patane, 542 U.S.  630 (2004)
- Holland v. Jackson, 542 U.S.  649 (2004) (per curiam)
- Ashcroft v. American Civil Liberties Union, 542 U.S.  656 (2004)
- Sosa v. Alvarez-Machain, 542 U.S.  692 (2004)
- Associated Press v. District Court for Fifth Judicial Dist. of Colo., 542 U.S.  1301 (2004)
- Wisconsin Right to Life, Inc. v. Federal Election Comm'n, 542 U.S.  1305 (2004)

## Source
- (en) Cet article est partiellement ou en totalité issu de l’article de Wikipédia en anglais intitulé « List of United States Supreme Court cases, volume 542 » (voir la liste des auteurs).